# Haplopappus nahuelbutae
Haplopappus nahuelbutae là một loài thực vật có hoa trong họ Cúc. Loài này được Klingenb. mô tả khoa học đầu tiên năm 1997.